# Echinopsis terscheckii
Echinopsis terscheckii là một loài thực vật có hoa trong họ Cactaceae. Loài này được (Parm.) Friedrich & G.D.Rowley mô tả khoa học đầu tiên năm 1974.

## Hình ảnh

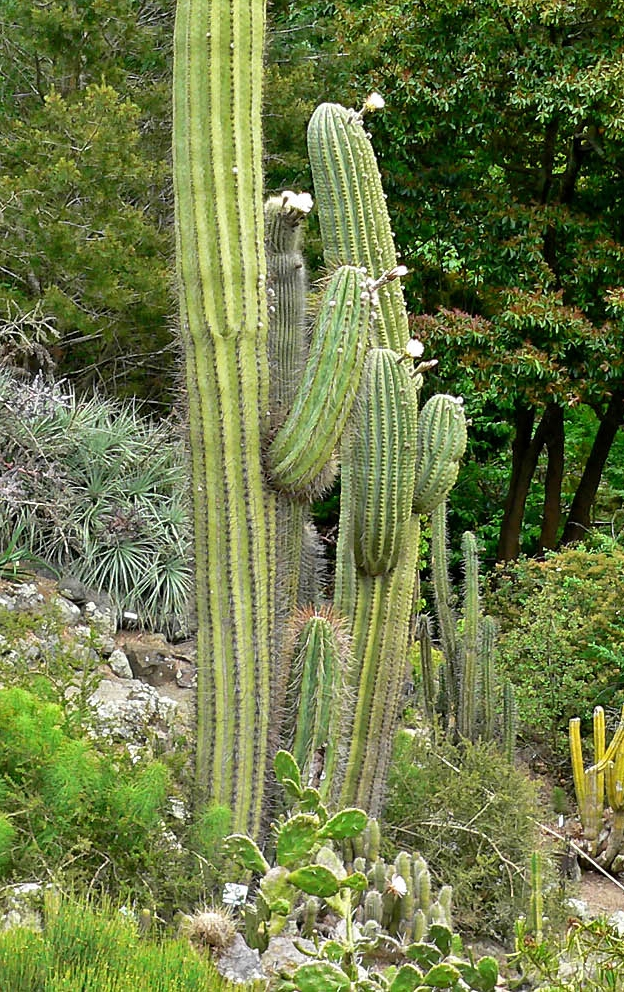
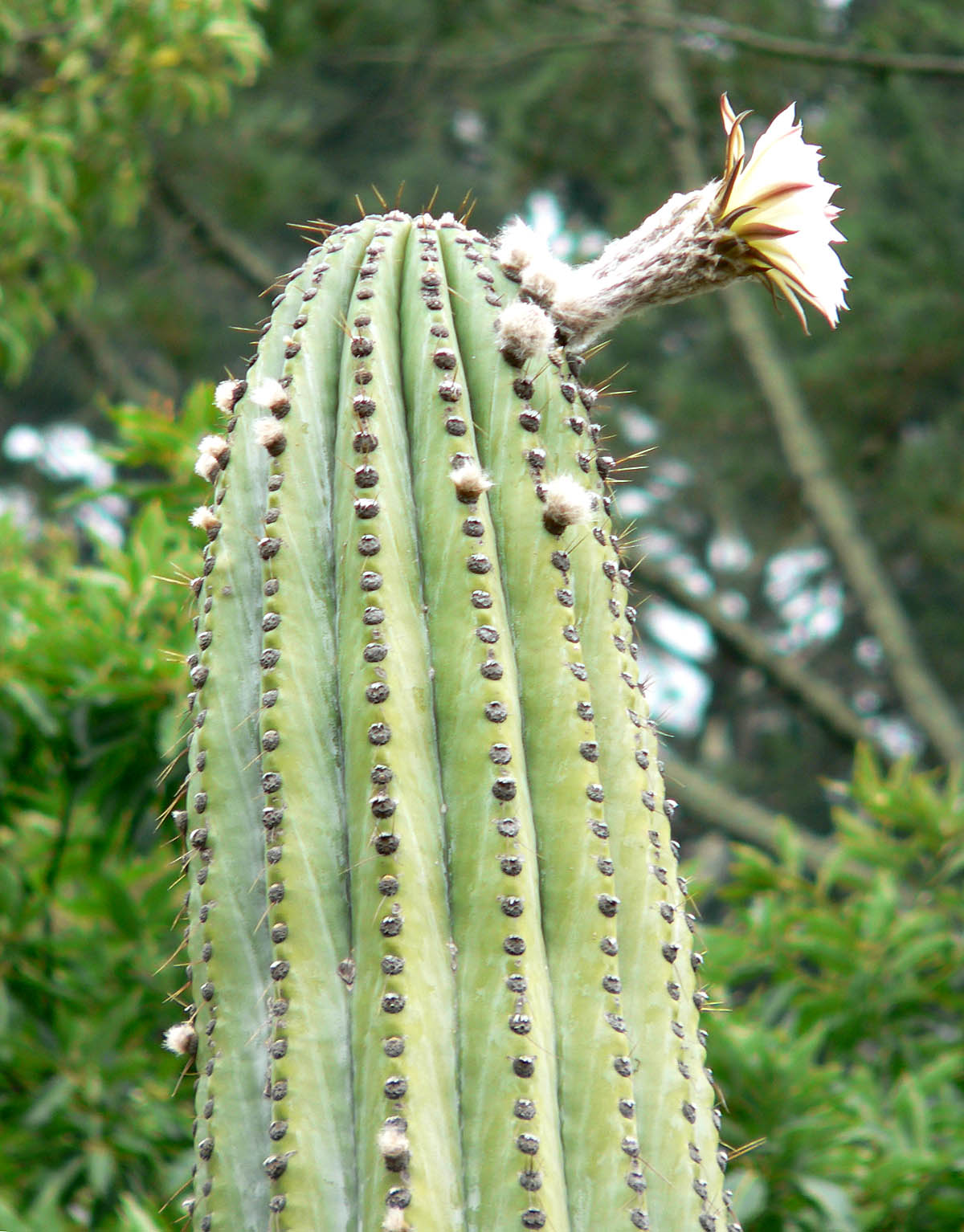
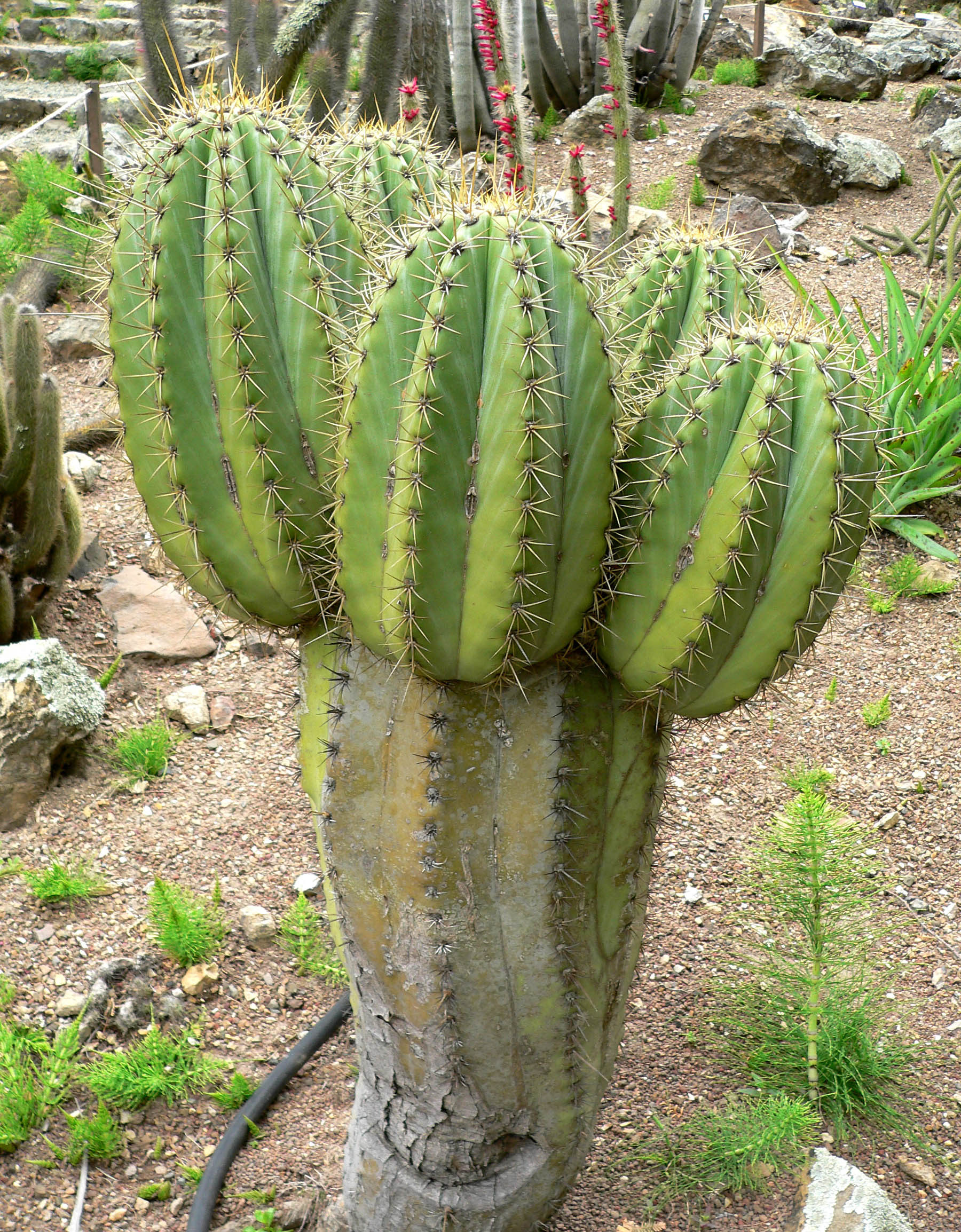
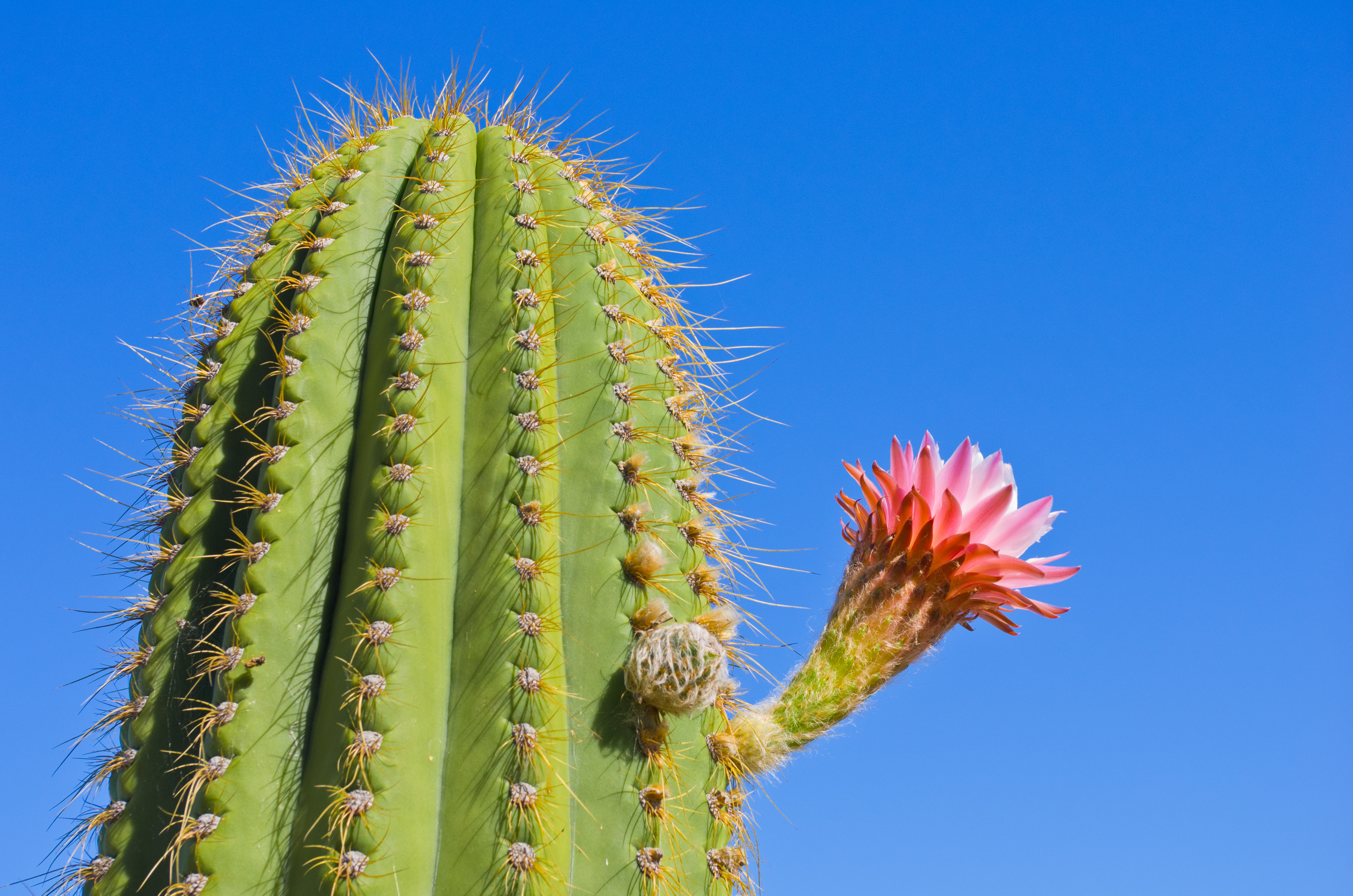